# テリーヌ

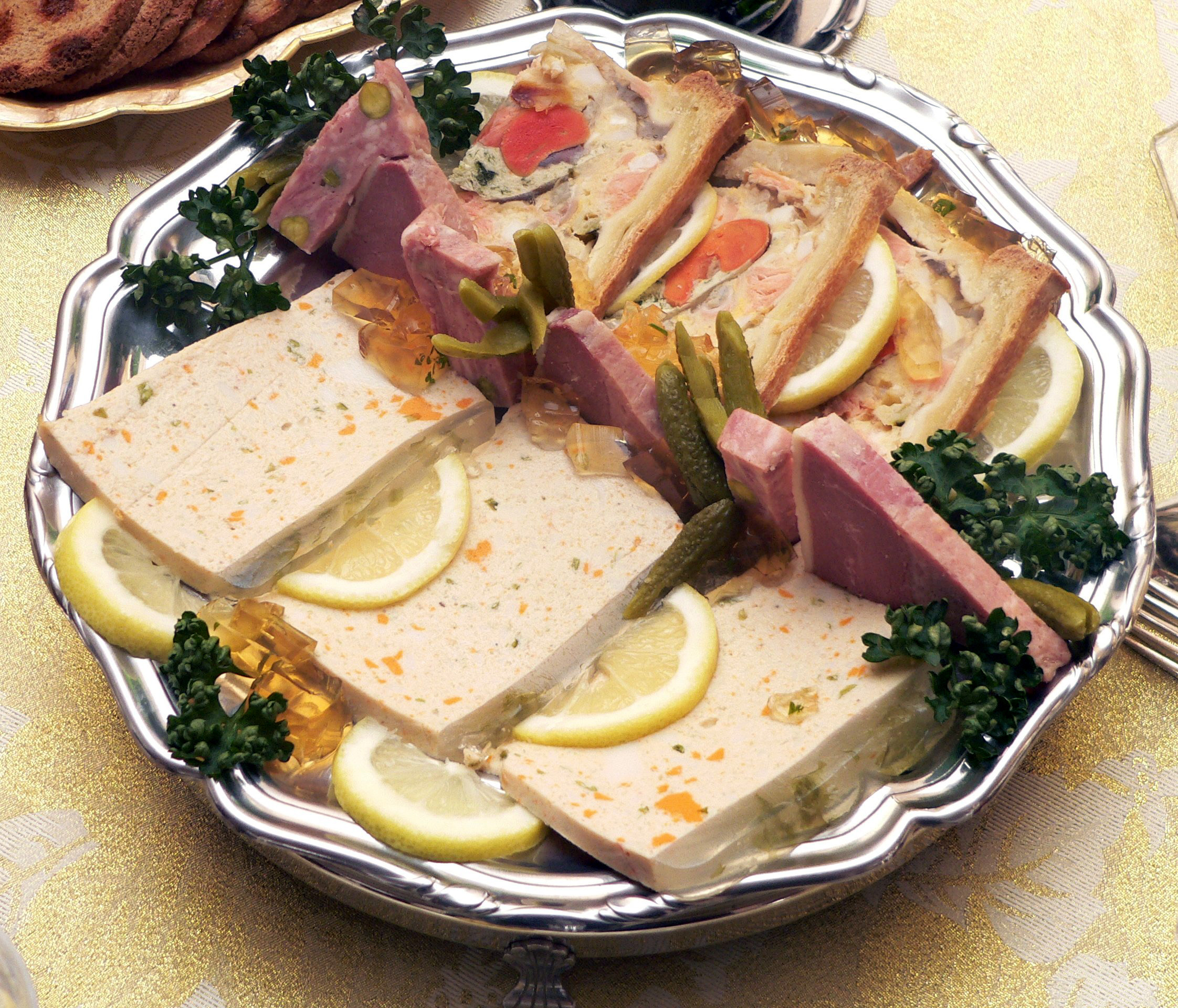
スライスされたテリーヌ（パテ）

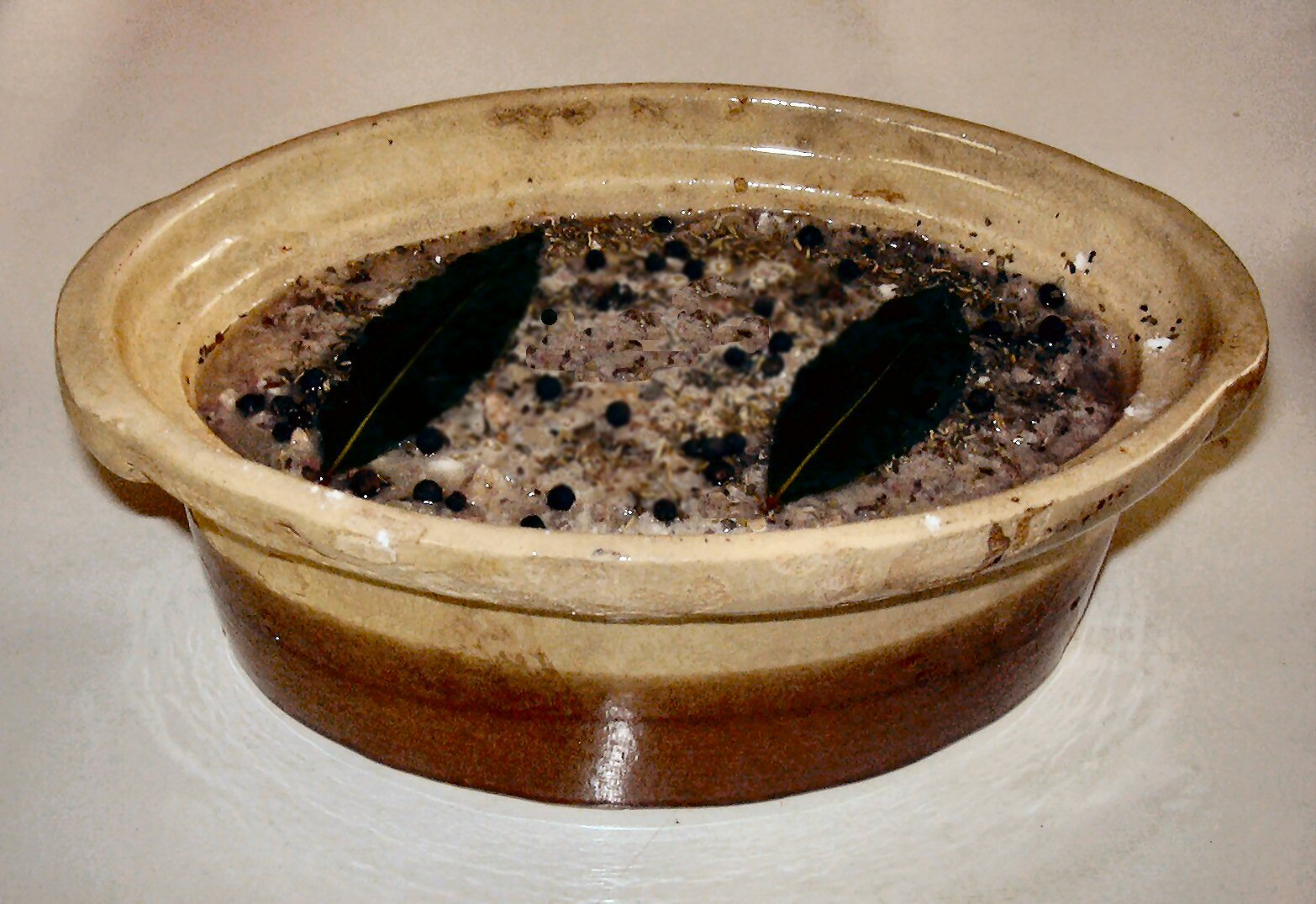
テリーヌ（鍋）で調理された鶏レバーのテリーヌ

テリーヌ（フランス語：terrine テリヌ）は、フランス料理で使う、釉薬をかけたテラコッタ製の蓋付きの土鍋、あるいは壺・鉢・深皿。現在では琺瑯引きの鋳鉄製の鍋もテリーヌに含まれる。これを使った料理もテリーヌと呼ばれる。正式には容器のまま供したものだけがテリーヌ、より正確にはテリーヌ・ド・パテ（terrine de pâté）であり、型から出すとただのパテとなる。
テリーヌはパイと同様に中世ヨーロッパで料理の保存技術として発展してきた。伝統的なレシピのテリーヌは具材と敷き詰める脂の比率が2：1程度となり、大量のゼラチンと脂が具材の変質を防ぎ調理後1週間は食べられる。

## 調理法
型にバターや豚の背脂を敷き、挽肉やすり潰したレバー、魚肉のすり身、切った野菜、香辛料などを混ぜたものを詰めてオーブンで焼く。湯せんで火を通す場合もある。焼きあがった後、冷まして型から取り出して、1cmほどの厚さにスライスし、コース料理の前菜として供されることが多い。